# 王震生
王震生（1903年—？），又名金申、字静如，安徽寿县人。
王震生毕业于美国纽约大学，获法学博士。回国后，曾担任复旦大学、中国公学、持志学院法学教授。抗日战争时期，历任汪精卫政权的上海各大学职员联合会执行委员兼交际组长、立法院立法委员兼法官、国民党安徽省党部主任委员、湘鄂赣财经特派员。